# Alex Forbes
Pour les articles homonymes, voir Forbes (homonymie).
Alexander Rooney Forbes, né le 21 janvier 1925 à Dundee et mort le 28 juillet 2014,, est un footballeur écossais.

## Carrière
- 1944-1948 : Sheffield United  Angleterre
- 1948-1956 : Arsenal  Angleterre
- 1956-1957 : Leyton Orient FC  Angleterre
- 1957-1958 : Fulham  Angleterre

## Palmarès
- 14 sélections et 0 but avec l'équipe d'Écosse entre 1947 et 1952
- Champion d'Angleterre en 1953 avec Arsenal
- Vainqueur de la Coupe d'Angleterre en 1950 avec Arsenal
- Finaliste de la Coupe d'Angleterre en 1952 avec Arsenal